# Albert Whitford
Albert Edward Whitford (* 22. Oktober 1905 in Milton, Wisconsin; † 28. März 2002 in Madison, Wisconsin) war ein US-amerikanischer Astronom.

## Leben
Whitford besuchte das College in seiner Heimatstadt Milton. Als Student an der University of Wisconsin war er Assistent von Joel Stebbins, mit dem er eine langjährige Zusammenarbeit begann. 1932 erwarb er den Doktortitel. Von 1948 bis 1958 war er Direktor des Washburn-Observatoriums der University of Wisconsin und von 1958 bis 1968 Director des Lick-Observatoriums, wo unter seiner Leitung das 3-m-Teleskop in Betrieb genommen wurde und dessen Hauptsitz er an die University of California, Santa Cruz verlegte. Später forschte er weiter an der University of California, Santa Cruz und kehrte im hohen Alter 1996 wieder an die University of Wisconsin zurück.

## Werk
Whitford war ein Pionier der photoelektrischen Photometrie und verbesserte ihre Empfindlichkeit wesentlich. Seine Rötungskurve, die die Abhängigkeit der Lichtabsorption durch interstellaren Staub von der Wellenlänge beschreibt, war wichtig für die Bestimmung der Verteilung der Sterne in der Milchstraße. Er untersuchte auch Sterne im Bulge der Milchstraße.

## Ehrungen
- 1954 Mitglied der American Academy of Arts and Sciences
- 1954 Mitglied der National Academy of Sciences
- 1960 Jules-Janssen-Preis
- 1985 Henry Norris Russell Lectureship
- 1996 Bruce Medal

Der Asteroid (2301) Whitford ist nach ihm benannt.